# Parachironomus carinatus
Parachironomus carinatus är en tvåvingeart som först beskrevs av Henry Keith Townes, Jr. 1945.  Parachironomus carinatus ingår i släktet Parachironomus och familjen fjädermyggor. Inga underarter finns listade i Catalogue of Life.